# San Francisco
San Francisco (spansk for "Sankt Frans"; officielt The City and County of San Francisco, også uofficielt kaldet SF, San Fran, Frisco og The City) er en amerikansk by i delstaten Californien. Byen er med sine 837.442 (2013) indbyggere Californiens fjerdestørste. San Francisco indgår dog i en stor metropol kaldet The San Francisco Bay Area med hele 7 millioner indbyggere.
San Francisco er kendt for månedlange tågebanker, stejle bakker og byens liberale kulturelle, seksuelle og politiske identitet. San Francisco fik i 2007 stor landspolitisk indflydelse med valget af Nancy Pelosi – der repræsenterer Californiens 12. kongresdistrikt, der omfatter det meste af San Francisco – som formand for det ene af USA's kongres' kamre; Repræsentanternes Hus. Også Dianne Feinstein, den ene af Californiens to senatorer, er fra byen. 

## Historie
I 1776, koloniserede spanierne toppen af San Francisco halvøen. Som et resultat af Guldfeberen i Californien i 1848, kom byen ind i en periode med stor vækst. Efter at være blevet ødelagt af jordskælv og efterfølgende brand i 1906, blev byen hurtigt genopbygget.

## Byens udformning

### Arkitektur
Berømte bygninger og steder inkluderer Golden Gate Bridge, Alcatraz, kabeltog, Transamerica-pyramiden, Coit Tower, Chinatown, Haight Ashbury og Fisherman's Wharf.

## Billeder
- Golden Gate-broen, 2018
- Transamerica-pyramiden og Sentinel-bygningen i det nordlige San Francisco, 2003
- Lavthængende tåge over bydelen "Outer Sunset", 2023
- Kabelvogn på Hyde Street, 1990
- Det finansielle distrikt set fra luften, 2007
- Himlen over byens rådhus farves rød af skovbrande i Californien, 2020
- En af San Franciscos mange tusinde hjemløse sidder på gaden, 2012
- Et af USA's mest kendte fængsler, Alcatraz, ses i ligge i byens bugt, 2022
- Den gamle færgebygning på Embarcadero med det finansielle distrikt bag sig, 2019
- Downtown San Francisco og Bay Bridge til Oakland set fra luften, 2010

## Trivia
- Området Silicon Valley, syd for selve byen var centrum i IT-boomet, det såkaldte dot com-boblen.